# Zakrzewo (Gniezno)
Pour les articles homonymes, voir Zakrzewo.
Zakrzewo (prononciation : [zaˈkʂɛvɔ]) est un village polonais de la gmina de Kłecko dans le powiat de Gniezno de la voïvodie de Grande-Pologne dans le centre-ouest de la Pologne.
Il se situe à environ 6 kilomètres au sud-ouest de Kłecko (siège de la gmina), à 17 kilomètres au nord-ouest de Gniezno (siège du powiat) et à 39 kilomètres au nord-est de Poznań (capitale régionale).

## Histoire
De 1975 à 1998, le village faisait partie du territoire de la voïvodie de Poznań.

Depuis 1999, Zakrzewo est situé dans la voïvodie de Grande-Pologne.